# 薫る坂
薫る坂（かおるざか）とは、宮崎県宮崎市内の地名。大淀地域自治区に属している。住居表示実施地区。郵便番号は880-0947

## 地理
宮崎市の大淀地域自治区に属する。宮崎県道9号宮崎西環状線の南、ため池（鳥ノ巣池、諏訪池）の湖畔に位置する。
北を大坪町倉ノ町、東を大字恒久、南・西を古城町と接する。

## 歴史
- 2006年 - 区画整理、住居表示により大坪町、恒久、古城町のそれぞれ一部を元に薫る坂が成立。

## 世帯数と人口
2022年（令和4年）11月1日現在の世帯数と人口は以下の通りである。
| 町丁        | 世帯数  | 人口  |
| ----------- | ------- | ----- |
| 薫る坂1丁目 | 201世帯 | 410人 |
| 薫る坂2丁目 | 270世帯 | 685人 |

## 小・中学校の学区
市立小・中学校に通う場合、学区は以下の通りとなる。
| 町名               | 小学校             | 中学校             |
| ------------------ | ------------------ | ------------------ |
| 薫る坂1丁目・2丁目 | 宮崎市立古城小学校 | 宮崎市立大淀中学校 |

## 交通

### バス
宮交グループの運営するバスが営業している。

### 道路
- 宮崎県道9号宮崎西環状線

## 施設
- コープみやざき　薫る坂店